# Liste der Bischöfe von Ross
Die folgenden Personen waren Bischöfe von Ross (Schottland):
- um 690x710 Curetán (Bischof und Abt von Ross maic Bairend)
- um 1127x1131 Mac Bethad (Macbeth)
- 1147x1150–vor 1160 Simon
- 1161–1195 Gregory
- 1195–1213 Reinald Macer (Reginald)
- 1213x1214 Andreas de Moravia (Elekt) (auch Bischof von Moray)
- 1214–1249 Robert I.
- 1249–1271 Robert II.
- 1272–1274 Matthew
- 1275–1292x1295 Robert III. de Fyvin
- 1292x1295 Adam of Darlington (Elekt)
- 1293x1295–1325 Thomas of Dundee
- 1325–1350 Roger
- 1350–1371 Alexander Stewart
- 1371–1398 Alexander Kylquhous
- 1398–1416x1418 Alexander de Waghorn
- 1416x1418 Thomas Lyell (Elekt)
  - 1418–1422 Griffin Yonge (Gegenbischof) (vorher Bischof von Bangor)
- 1418–1439x1440 John Bullock
- 1440–1441 Andrew de Munro (Elekt)
- 1440–1460x1461 Thomas de Tullach (Thomas Urquhart)
- 1461–1476 Henry Cockburn
- 1476–1480x1481 John Woodman
- 1481–1483 William Elphinstone (danach Bischof von Aberdeen)
- 1483–1488x1491 Thomas Hay
- 1491–1492x1494 John Guthrie
- 1497–1507 John Fraser
- 1507–1524 Robert Cockburn (danach Bischof von Dunkeld)
- 1524–1538 James Hay
- 1538–1545 Robert Cairncross
- 1547–1558 David Paniter
- 1558–1565 Henry Sinclair
- 1566–1568/1573 John Lesley (danach Bischof von Coutances)
- 1574–1578 Alexander Hepburn
- 1600–1613 David Lindsay
- 1613–1633 Patrick Lindsay (danach Erzbischof von Glasgow)
- 1633–1638 John Maxwell
- 1638–1661 Bistum abgeschafft
- 1662–1679 John Paterson
- 1679–1684 Alexander Young (vorher Bischof von Edinburgh)
- 1684–1689 James Ramsay (vorher Bischof von Dunblane)

Seit 1688/1690, der Glorious Revolution, ist das Bischofsamt in der Church of Scotland endgültig abgeschafft.

Siehe Bischöfe der Scottish Episcopal Church bei Liste der Bischöfe von Moray
- Bistum erst mit Caithness und dann mit Moray vereinigt